# プロティノス
プロティノス（プローティノス、古希: Πλωτῖνος、 羅: Plotinus、英: Plotinus、 205年? - 270年）は、古代ローマ支配下のエジプトの哲学者で、現代の学者らからはネオプラトニズム（新プラトン主義）の創始者とされている人物である。日本語では「プロチノス」とも表記される。主著は『エンネアデス』。

## 生涯
プロティノスの人生、特にローマで暮らし始めるまでの人生については、あまり正確なことは知られていない。というのは、同時代に書かれたほとんど唯一の重要な伝記は弟子のポルピュリオスによるもので、これは現代的な意味での学術的な伝記ではなく、弟子で筆者のポルピュリオスは正直で正確であろうとは努めているものの、師の中に英雄を見ることを望んでおり、そうした心情のもと（筆者が知らないことを、想像で勝手に補うようなこともしつつ）記述したものだからである。
プロティノスはおそらくエジプトのリコポリス（Lycopolis)にて誕生。「28歳のときに、哲学への愛に燃え立った」プロティノスは、アレクサンドリアのアンモニオス・サッカスの下で11年間学んだ。39歳のとき、哲学をさらに学ぶためにローマ皇帝ゴルディアヌス3世が試みたペルシア遠征の軍隊に身を投じる。だが、後244年にゴルディアヌス3世が死んだため、プロティノスはアンティオキアまで命からがら逃亡した。
40歳でローマに移住し哲学塾らしきものを開くが、師たるアンモニオスの教説には長らく触れなかった。26年間に及ぶローマ生活の中では、ローマ皇帝ガリエヌスとその妃に尊敬されるという特権的地位の下、イタリア半島南西部にあるカンパニアにプラトンの国制を実現する都市「プラトノポリス」を建設することを計画したが、皇帝側近者の反対に合い頓挫する。晩年は流行病に罹り、そのためローマを離れてカンパニアに居住した。最期は弟子であり医者であるエウストキオスに看取られる。臨終の言葉は「我々の内なる神的なものを、万有の内の神的なものへ帰すように、今私は努めているのだ」とされる。

## 思想
プロティノスはプラトン（紀元前427年 - 紀元前347年）より500年以上も後の生まれであり、当時は様々な神秘主義思想が唱えられていた時代である。プロティノスの思想はヌメニオスの剽窃であるという嫌疑をかけられたが、これはプロティノスの弟子アメリオスにより論駁されている。ただしネオプラトニズムの創始者とはいっても、プロティノス自身には独自な説を唱えたという意識はなく、プラトンの正しい解釈と考えていた。

### 一者
プロティノスの思想はプラトンのイデア論を受け継ぎながら、その二元論を克服しようとしたものである。プラトンの『パルメニデス』に説かれた「一なるもの」（ト・ヘン to hen）を重視し、語りえないものとして、これを神と同一視した。万物（霊魂、物質）は無限の存在（善のイデア）である「一者」（ト・ヘン）から流出したヌース（理性）の働きによるものである（流出説）。一者は有限の存在である万物とは別の存在で、一者自身は流出によって何ら変化・増減することはない。あたかも太陽自身は変化せず、太陽から出た光が周囲を照らすようなものである。光から遠ざかれば次第に暗くなるように、霊魂・物質にも高い・低いの差がある。
また、人間は「一者」への愛（エロース）によって「一者」に回帰することができる。一者と合一し、忘我の状態に達することをエクスタシスという。［エネアデスVI 9の第11節］ ただし、エクスタシスに至るのは、ごく稀に、少数の人間ができることである。プロティノス自身は生涯に4度ばかり体験したという。また高弟ポルフュリオスは『プロティノスの一生と彼の著作の順序について』（『プロティノス伝』と称される）の中で、自らは一度体験したと書き残している。

### 美学
彼によれば、ある物体は、ある時は美しく、ある時は美しくないのだから、物体であることと美しくあることとは別のことである。このような美の原因としては均斉 symmetria が挙げられることがあるが、しかしこれが美の原理であるならば、美は合成体にのみ存し、単純な美は存在しないが、光線、あるいは単音のように単純で美しい物があり、また「節制は愚行である」という命題と「正義は勝者である」という命題とは均斉はとれていながらこの倫理観は美しくない。したがって均斉は美の原理ではない。美が感知されるのは何か精神を引き付けるものが存するからで、すなわち精神と同質のロゴスが存しなければ物は美しくない。したがって美の根源はロゴスの明るさの中心として光に譬喩される神であり、超越美 to hyperkalon である一者としての神を頂点として、以下、ヌース、諸徳のイデア、諸存在者の形相、質料、という美の序列が成立する。この構想はプラトン的であり、その証明法はプラトンのようにミュトスによらず美的経験の分析による。この考えによれば芸術美を自然美と原理的に区別し得ないが、芸術は自然的事物を摸倣してはならず、自然美を成立させる原理を摸倣しなければならない。すなわち芸術家にとっては精神の直観力によってロゴスとしてのイデアの全体像を把握するのが先決問題である。プロティノスの宗教的美観は「汝自らの魂の内を見よ。自らが美しくなければ、自らの行いを清め、自己のうちに美が見えるまで努力せよ。神すなわち美を見たいと欲するものは自らを神に似た美しいものにしなければならない」という言葉に表されている。

## 影響
神秘主義的な思想は、初期キリスト教のアウグスティヌスらにも影響を及ぼし、キリスト教神学に取り入れられたとされる。プロティノスの著作自体は中世の西ヨーロッパには伝わっておらず、ルネサンス期の人文主義者・フィチーノがラテン語に翻訳したことで再発見された（1492年に刊行）。フィチーノを中心とするイタリア・ルネサンスの異教的な思想を育み、また後世の神秘思想にも影響を与えた。
また、プロティノスと同時代のグノーシス主義にも影響を及ぼしたが、プロティノス自身は「神が人間の方へ降りてくることはない」として（グノーシス主義を含む）キリスト教を批判していたという。

## エンネアデス
『エンネアデス』（Enneades）は「一なるもの、善なるもの」「魂の不死について」などプロティノスの遺稿を、高弟ポルフュリオスがまとめたものである。
54の論文が6巻にそれぞれ9論文収められている。6は完全数であり、ポルフュリオスによると、9は「神学の頂点<奥美>」を示す（『プロティノス伝』）。
エンネア（Ennea）はギリシア語で9を、エンネアス（Enneas）は「9つで一組のもの」を意味する。エンネアデスはその複数形である。日本語では『エネアデス』とも表記される。

## 文献
英訳版
- Plotinus The Enneads, Cambridge University Press, 2019
- The Enneads: Abridged Edition, Penguin Classics, 1991

### 日本語訳
- 『プロティノス全集』（全4巻・別巻1、中央公論社、1986-88年）
田中美知太郎監修、弟子の水地宗明、田之頭安彦等による訳・注解
- 『世界の名著 続2 プロティノス　ポルピュリオス　プロクロス』、選集
田中美知太郎責任編集（中央公論社、1976年）。新装版・中公バックス、1980年
- 『プロティノス　エネアデス（抄） Ⅰ・Ⅱ』（中央公論新社〈中公クラシックス〉、2007年）、新書判での改訂再刊（Ⅰ：山口義久解説）
- 田中美知太郎訳 『善なるもの一なるもの 他一篇』（岩波文庫、1961年、復刊1986年・1997年ほか）
- 斎藤忍随、左近司祥子訳 『プロティノス 「美について」』（講談社学術文庫、2009年）

### 研究文献
- 新プラトン主義協会編 『ネオプラトニカ Ⅰ 新プラトン主義の影響史』 （昭和堂、1998年）
- 『ネオプラトニカ Ⅱ 新プラトン主義の原型と水脈』（昭和堂、2000年）、各・水地宗明監修
- 岡野利津子 『プロティノスの認識論 一なるものからの分化・展開』（知泉書館、2008年）－横書きでの記載。
- 『新プラトン主義を学ぶ人のために』（水地宗明・山口義久・堀江聡編、世界思想社、2014年）